# Thunderbirds Are Go
Thunderbirds Are Go è una serie d'animazione in computer grafica prodotta nel 2015 dallo studio ITV Studios e trasmessa su ITV e CITV.

## Personaggi
- Scott Tracy: Doppiato da Simone Crisari (ed. italiana).
- Gordon Tracy: Doppiato da Ambrogio Colombo (ed. italiana).
- Virgil Tracy: Doppiato da Roberto Draghetti (ed. italiana).
- John Tracy: Doppiato da Fabrizio De Flaviis (ed. italiana).
- Alan Tracy: Doppiato da Davide Perino (ed. italiana) & Gabriele Patriarca (ed. italiana).
- Brains: Doppiato da Gerolamo Alchieri (ed. italiana).
- Kayo Kyrano: Doppiato da Laura Latini (ed. italiana).

- Lady Penelope Creighton-Ward: Doppiata da Antonella Baldini (ed. italiana).
- Nonna Tracy: Doppiato da Rachele Paolelli (ed. italiana).
- Parker: Doppiato da Franco Mannella (ed. italiana).
- Il Hood: Doppiato da Oliviero Dinelli (ed. italiana).
- Altre voci: Doppiato da Ilaria Latini.

## Episodi
| Stagione         | Nº episodi | 1ª TV Stati Uniti | 1ª TV Italia |
| ---------------- | ---------- | ----------------- | ------------ |
| Prima stagione   | 26         | 2015              | 2018         |
| Seconda stagione | 26         | 2016              | 2019         |
| Terza stagione   | 26         | 2018              | 2025         |